# Piłka nożna w Izraelu

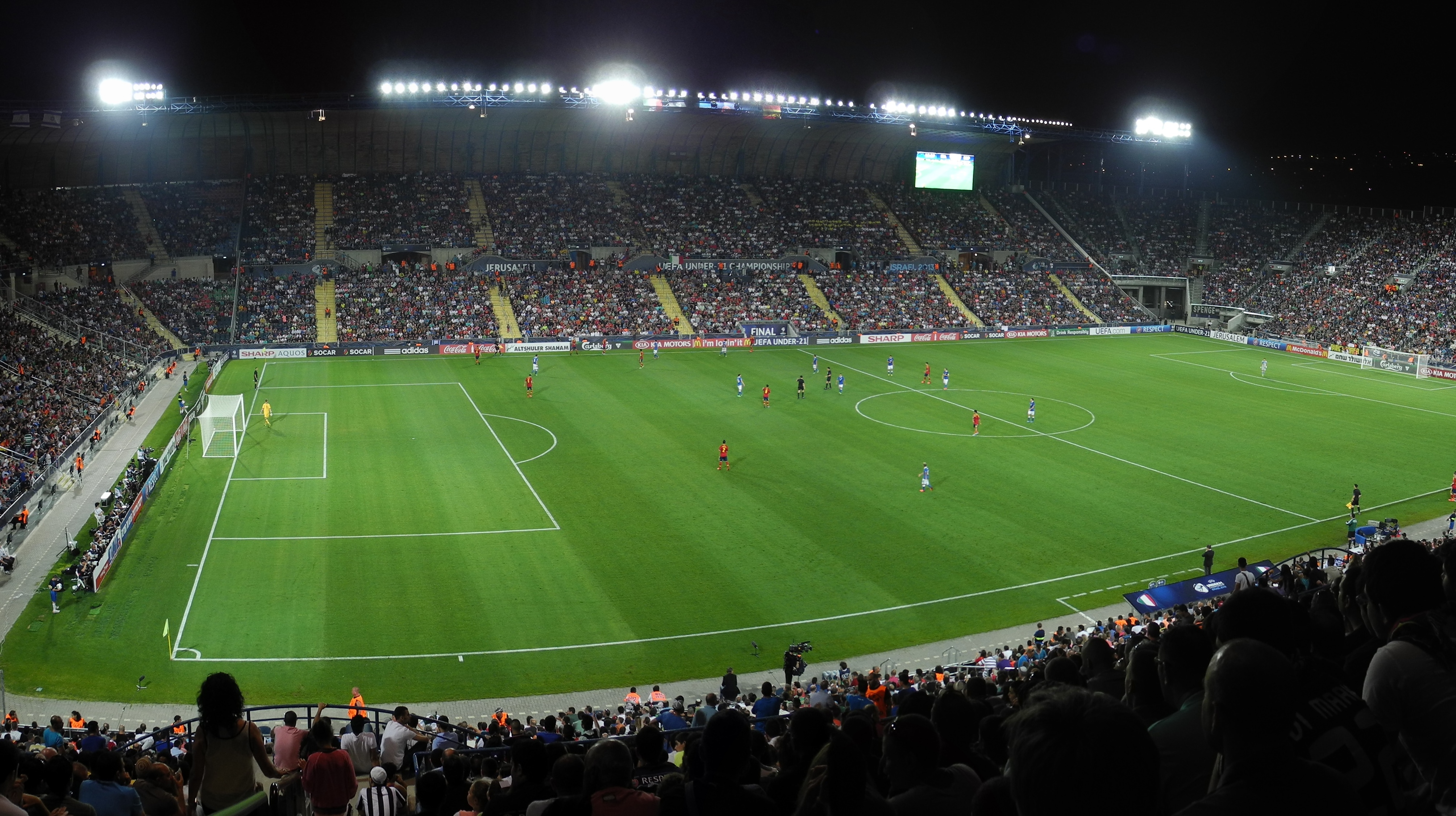
Stadion Teddy największa arena w Izraelu

Piłka nożna (hebr. ‏כַּדוּרֶגֶל‎ kadurégel) jest najpopularniejszym sportem w Izraelu. Jej głównym organizatorem na terenie Izraela pozostaje Ha-Hitachadut le-Kaduregel be-Jisra’el (IFA).
Według stanu na 1 listopada 2021 roku Josi Benajun i Tal Ben Chajjim mają odpowiednio 101 i 95 występów reprezentacyjnych, a Eran Zahawi strzelił 33 bramki w barwach reprezentacji Izraela.
W izraelskiej Premier-lidze grają takie znane kluby świata jak Maccabi Tel Awiw, Maccabi Hajfa, Hapoel Tel Awiw i Beitar Jerozolima.

## Historia

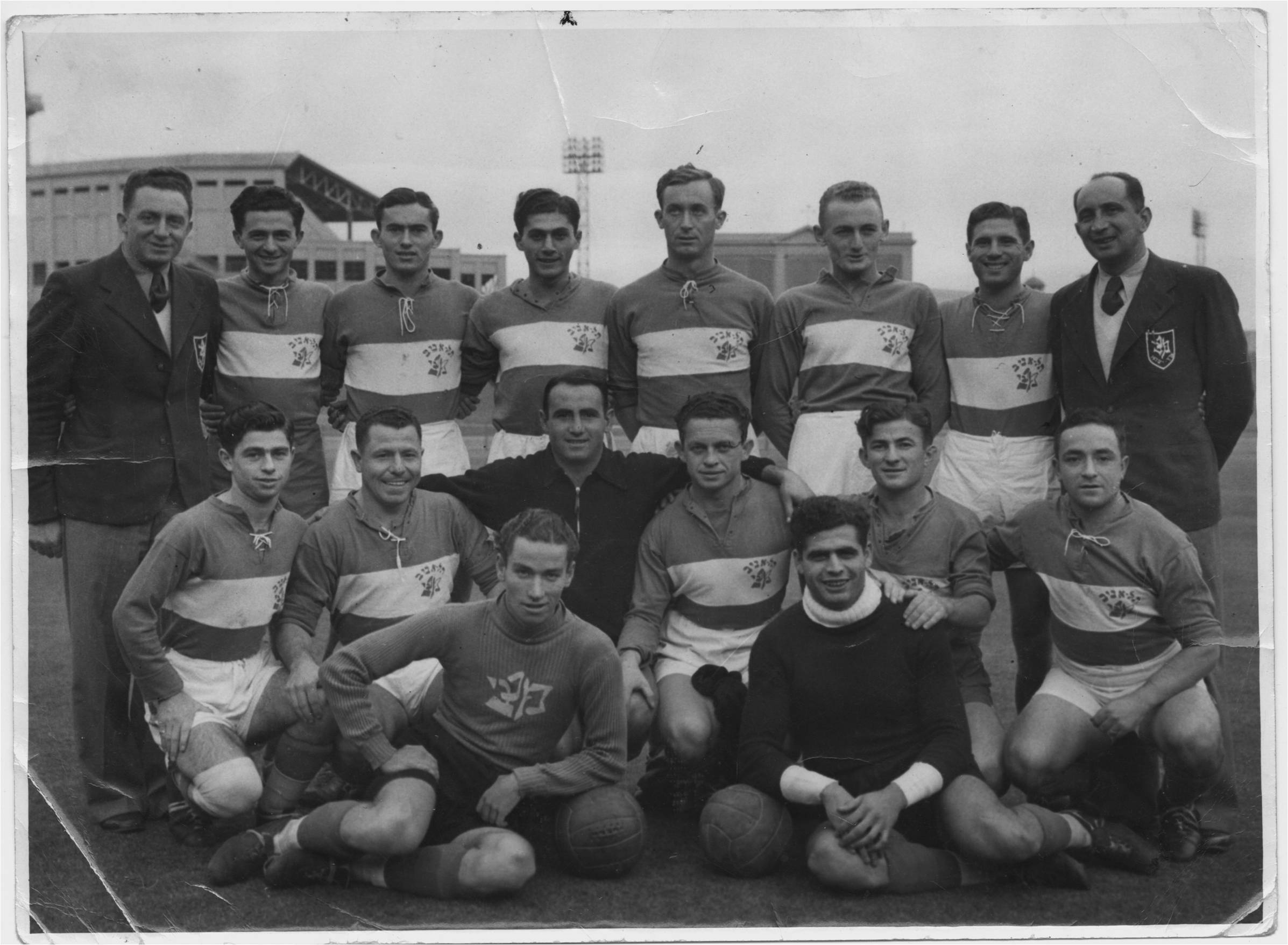
Drużyna Maccabi Tel Awiw, najstarszy izraelski klub w 1929 roku

Piłka nożna zaczęła zyskiwać popularność w Izraelu na początku XX wieku. W 1906 roku w Tel Awiwie powstał pierwszy izraelski klub piłkarski Maccabi Tel Awiw. Po zakończeniu I wojny światowej, Liga Narodów starała się zapobiec rozszerzaniu na tych terytoriach kolonializmu. Nie mając jednak żadnej władzy wykonawczej, powierzyła mandat nad Palestyną w ręce Wielkiej Brytanii. Tak powstał Brytyjski Mandat Palestyny.
Po założeniu izraelskiej federacji piłkarskiej – Palestine Football Association lub Eretz Israel Football Association 14 sierpnia 1928 roku, rozpoczął się proces zorganizowania pierwszych oficjalnych Mistrzostw Palestyny. W sezonie 1931/32 startowała pierwsza edycja rozgrywek o mistrzostwo kraju zwanych Palestin Liga, w których 9 drużyn walczyło systemem ligowym o tytuł mistrza kraju. Rozgrywki odbywały się nieregularnie, niektóre z sezonów nie dokończono z powodu częstych powstań.
Narastający konflikt arabsko-żydowski spowodował, że na początku 1947 Wielka Brytania zrzekła się roli mediatora w Palestynie. Sprawa Palestyny została poddana pod obrady Zgromadzenia Ogólnego Organizacji Narodów Zjednoczonych, które przyjęło 29 listopada 1947 rezolucję nr 181 w sprawie rozwiązania konfliktu arabsko-żydowskiego, poprzez utworzenie dwóch państw: arabskiego i żydowskiego. 14 maja 1948 państwo Izrael proklamowało niepodległość. W 1948 Palestyński Związek piłki Nożnej zmienił nazwę na IFA. W sezonie 1949/50 startowała pierwsza edycja Mistrzostw Izraela. 13 klubów walczyło systemem ligowym w Liga Yisra’elit o tytuł mistrza kraju. Druga edycja odbyła się dwa lata później w sezonie 1951/1952 w Liga Alef (liga A). W 1954 liga zmieniła nazwę na Liga Leumit (liga narodowa).
Izraelska Premier-liga powstała w 1999 roku, by zastąpić Ligę Leumit (która stała się drugą warstwą), gdy Izraelski Związek Piłki Nożnej zdecydował się na przetasowanie wszystkich lig w nadziei na poprawę konkurencji. Rozgrywki zawodowej Ligat ha’Al zainaugurowano w sezonie 1999/2000.

## Format rozgrywek ligowych
W obowiązującym systemie ligowym trzy najwyższe klasy rozgrywkowe są ogólnokrajowe (Ligat ha’Al, Liga Leumit i Liga Alef). Dopiero na czwartym poziomie pojawiają się grupy regionalne.

## Puchary
Rozgrywki pucharowe rozgrywane w Izraelu to:
- Puchar Izraela (גביע המדינה, czyli Puchar Państwa Izrael),
- Toto Cup (גביע הטוטו) - pucharowe rozgrywki osobno dla klubów pierwszej oraz drugiej ligi,
- Superpuchar Izraela (אלוף האלופים, czyli Mistrz Mistrzów) - mecz między mistrzem kraju i zdobywcą Pucharu.